# Parkanlagen in Łódź

Karte der Parks in Łódź

Stadtteile von Łódź mit Flüssen

Die Stadt Łódź verfügt über zahlreiche Parks mit einer Gesamtfläche von 23,78 km². Die ältesten Parks sind Piłsudskiego, Poniatowskiego, Źródliska, Mickiewicza und 3 Maja.

## Parks im StadtteilŚródmieście

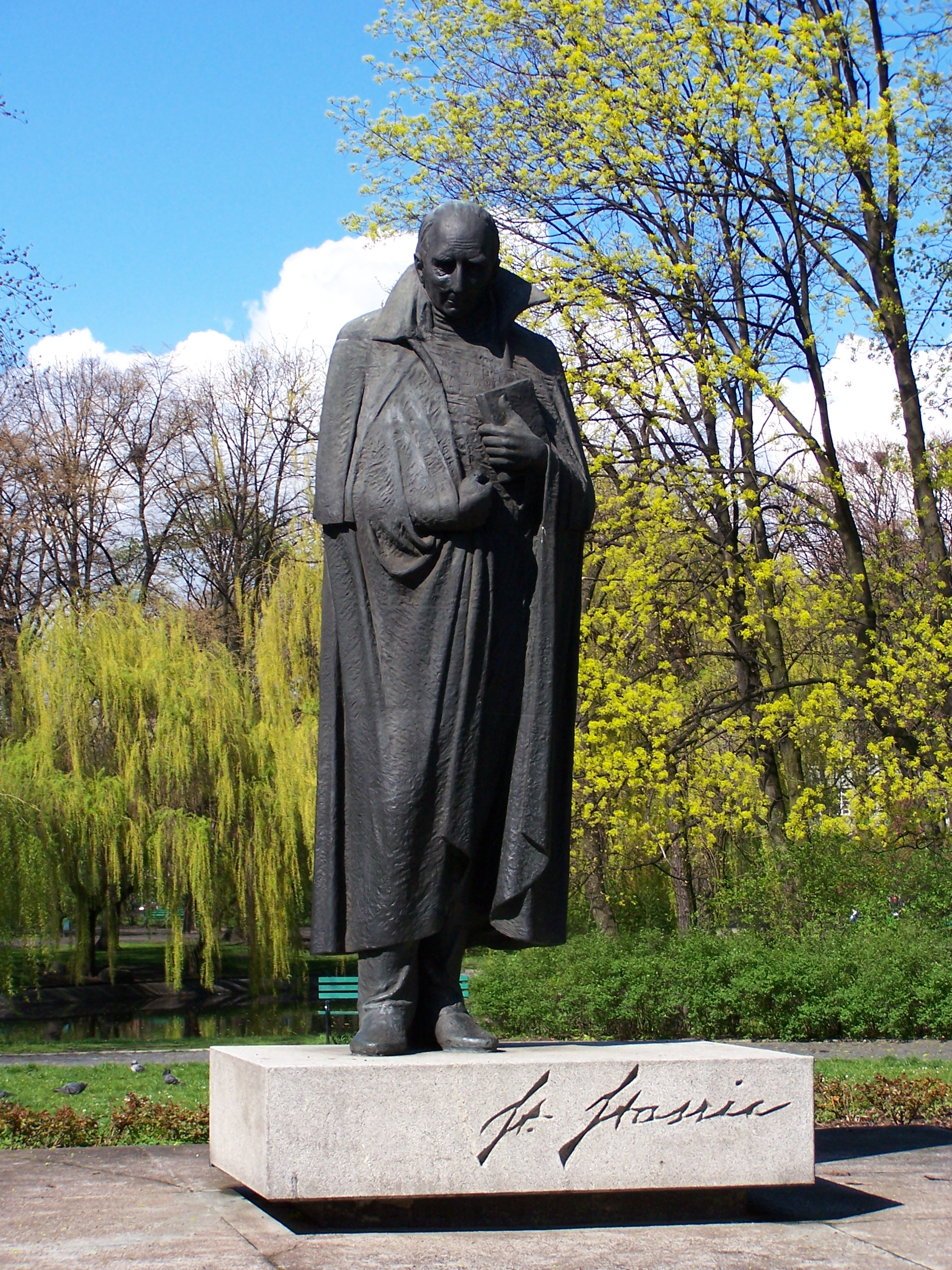
Park Stanisław Staszic

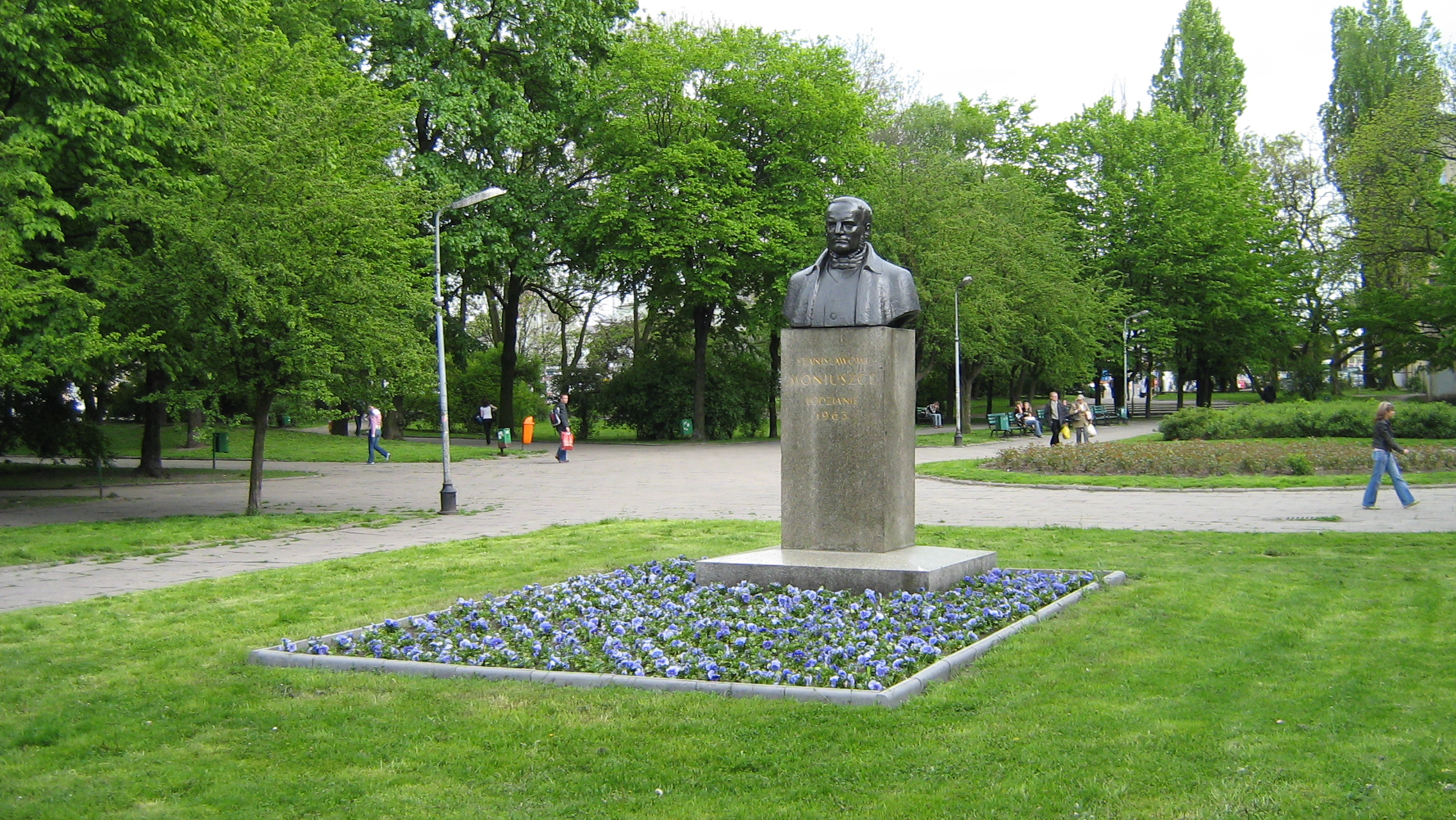
Park Stanisław Moniuszko

- Der Park Stanisław Staszic ist ein kleiner Park zwischen den Straßen Narutowicza und Jaracza.
- Der Park Stanisław Moniuszko ist ebenfalls ein kleiner Park, der zwischen den Straßen Narutowicza, Kilińskiego und POW liegt. Früher hieß er Kolejowy und war einer der ersten öffentlichen Parks der Stadt.
- Der Park Henryk Sienkiewicz liegt zwischen den Straßen Kilińskiego und Sienkiewicza. Er verfügt über eine Fläche von 5,2 Hektar. Der westliche Teil ist im Stil der Barockparks, der östliche im Stil Englischer Landschaftsgärten. Auf dem Gelände befinden sich das Gebäude des naturwissenschaftlichen Museums sowie eine Kunstgalerie. Gebaut wurde er 1896 unter Leitung von Teodor Chrząński und Piotr Hoser, nachdem zwei Jahre zuvor der Magistrat der Stadt die Schaffung des Parks beschlossen hatte. Da auf dem Gelände zuvor Märkte stattgefunden hatten, mussten über tausend Bäume und fast 5.000 Sträucher angepflanzt werden. Eröffnet wurde er drei Jahre nach Beginn der Arbeiten als Mikołajewski Ogród Miejski. 1916, im Jahr des Todes von Henryk Sienkiewicz, erhielt der Park seinen heutigen Namen. In den 1990er Jahren wurden der Park sowie die Skulpturen und der Springbrunnen restauriert und ein zweiter Spielplatz angelegt.
- Der Park Jan Matejki wird von den Straßen Narutowicza sowie Matejki begrenzt und hat eine Fläche von nur 2,5 Hektar. Angelegt ist er als Barockpark mit einem Springbrunnen im nördlichen und Rosenrabatten im zentralen Teil. Er wurde 1924 als Privatpark eröffnet und sollte eine kleine Kopie Versailles’ werden, allerdings wurden die Pläne zur Errichtung eines Palastes nie realisiert. 1938 erwarb die Stadt den Park und öffnete ihn für die Allgemeinheit.

Weitere größere Grünanlagen sind das Gelände des Schützenvereins „Strzelec“ zwischen den Straßen Traugutta und Kilińskiego sowie an der Straße POW und dem Platz Komuny Paryskiej.

## Parks im StadtteilPolesie
- Der Józef-Piłsudski-Park liegt zwischen den Straßen Al. Unii, Krakowska und Krzemieniecka und wird von der Konstantynowska-Straße durchquert. Unweit des Parks befindet sich die Siedlung Retkinia. Die 187,3 Hektar bilden den größten Park Łódźs und sind auch einer der größten Parks Europas. In ihm befinden sich der Zoologische und der Botanische Garten, ein Vergnügungspark, das Reservat Polesie Konstantynowskie und verschiedene Sportanlagen. Der erste Plan zur Anlage eines Parks an dieser Stelle stammt bereits aus dem Jahr 1904, allerdings wurde er nicht realisiert. Seine Anlage vollzog sich in kleinen Schritten von 1919 bis 1939. Der Park hieß während des Sozialismus Park Ludowy na Zdrowiu, Park Kultury i Wypoczynku (Volkspark für die Gesundheit, Kultur- und Erholungspark). Das Reservat Polesie Konstantynowskie entstand 1930 und zählt zu den ältesten Reservaten Polens. Der Zoo verfügt über eine Fläche von 16,4 Hektar. Unter anderem finden sich hier Wisente, Kängurus, Antilopen, Löwen, Quastenstachler, Fische und viele mehr. Gegründet wurde er 1938 und besaß damals eine Fläche von 8,9 Hektar. 1950 erfolgte die Erweiterung des Geländes auf 16,4 Hektar. Für 2019 ist der Baubeginn des Orientariums geplant, das einmal etwa die Hälfte des Zooareals umfassen und vielen Vertretern der im Wasser und an Land lebenden Tierwelt der süd- und südostasiatischen Lebensräume gewidmet sein wird. Der Botanische Garten bedeckt eine Fläche von 0,64 Quadratkilometer, auf welcher etwa 3.500 Pflanzen zu finden sind. Ursprünglich legte Professor Jan Muszyński einen Garten von 1,3 Hektar für Heilkräuter an, dieser dehnte sich dann auf etwa 6 Hektar aus. Später wurde der Garten erweitert und am 20. Juli 1973 wurde der Garten in seiner heutigen Größe Besuchern zugänglich gemacht.

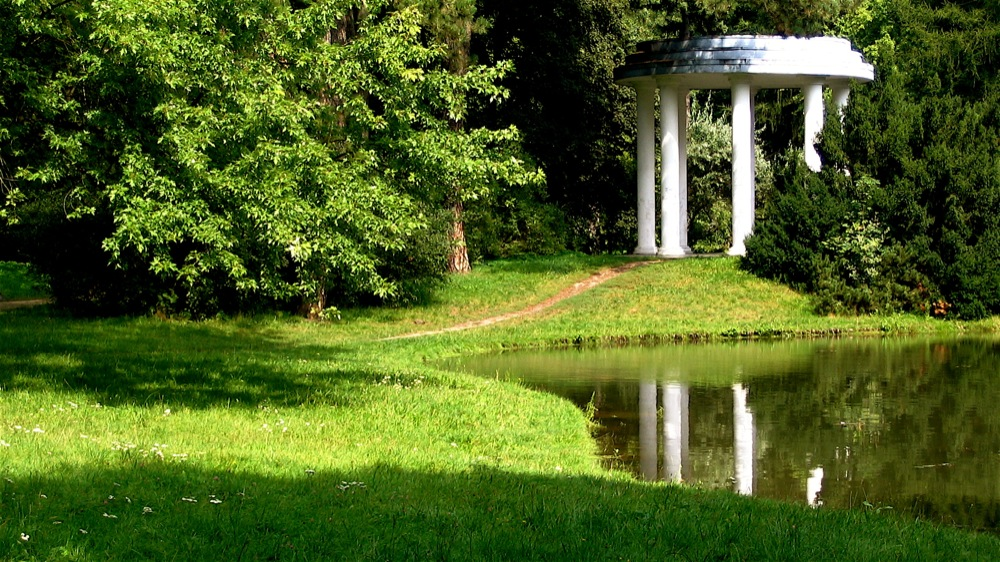
Fürst-Poniatowski-Park

- Der Fürst-Poniatowski-Park liegt zwischen den Straßen Parkowa, Mickiewicza, Włókniarzy und Żeromskiego und hat eine Fläche von etwa 41,2 Hektar. Angelegt wurde der Park 1904 bis 1910 als Ogrodu przy ul. Pańskiej (Garten bei der Pańskiejstraße, heute die Żeromskiego). Im Juli 1912 erließ der Stadtpräsident Łódźs eine Verfügung, die den Zutritt zum Park nur noch Offizieren, Beamten oder Personen mit einer Sondererlaubnis des Stadtpräsidenten erlaubt.[1] 1917 erhielt der Park seinen heutigen Namen. In den 1920er Jahren war die Villa im Park Sitz des Stadtpräsidenten. 1938 wurde ein Denkmal für Stanisław Moniuszko im Park errichtet, allerdings wurde dieses bereits ein Jahr später beim Einmarsch der Wehrmacht zerstört. Nach Ende des Weltkrieges wurden zwei Soldatenfriedhöfe der Roten Armee und der polnischen Kämpfer im Park angelegt. 1955 wurde ein Konzertplatz angelegt.

Weiterhin gibt es den Park Fürst Klepacza bei der Allee Politechniki sowie die Grünanlagen Linkego bei der Straße Żeromskiego und eine nahe dem Platz Hallera.

## Parks im StadtteilGórna

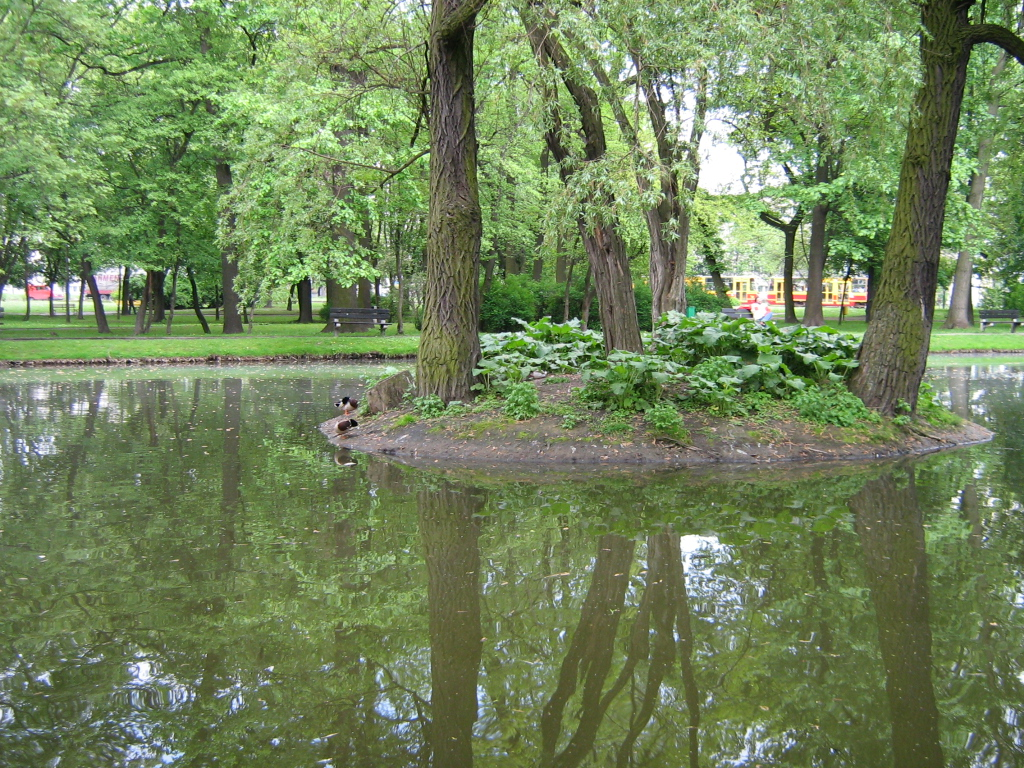
Park Sielanka

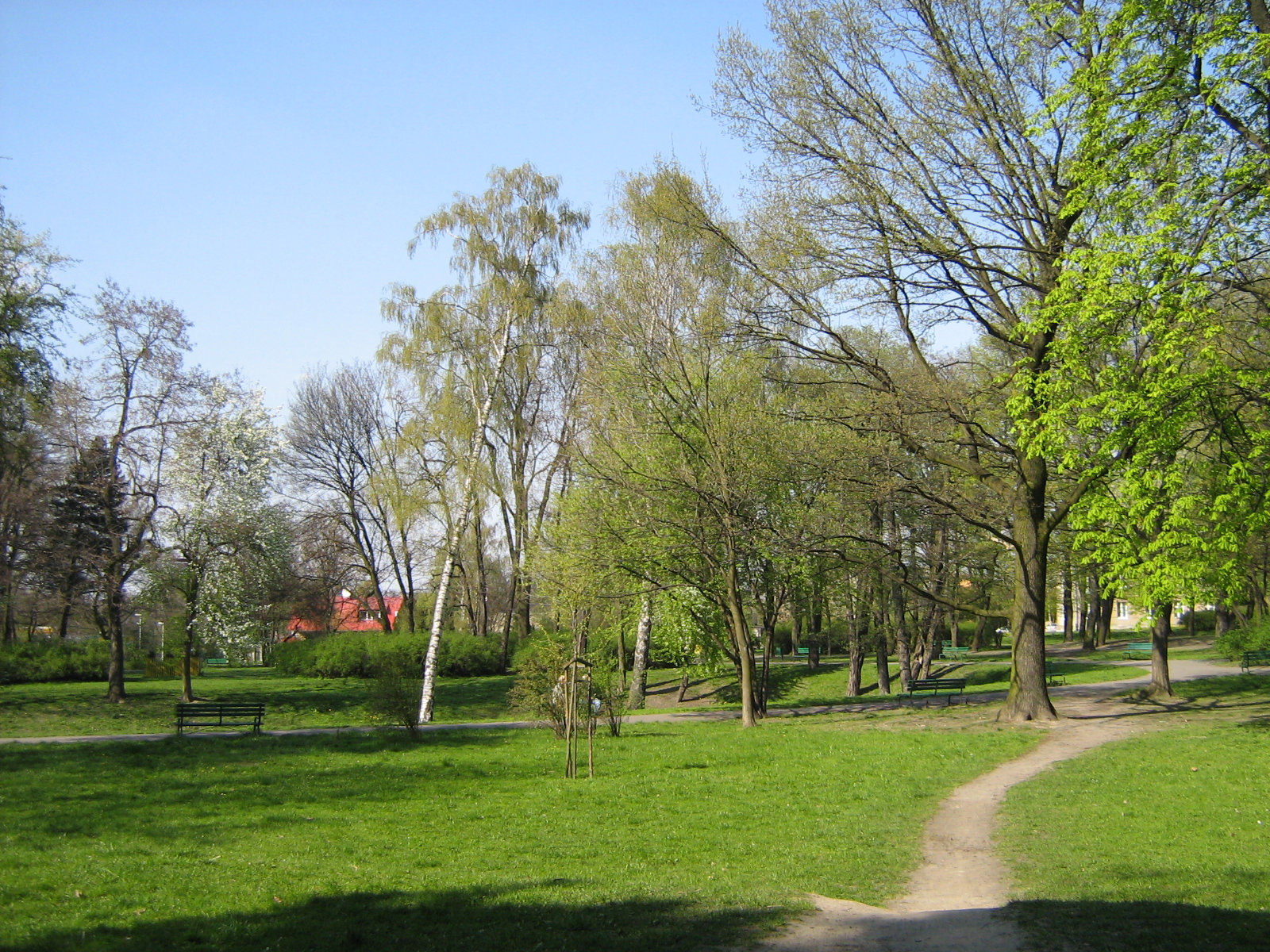
Juliusz Słowacki-Park

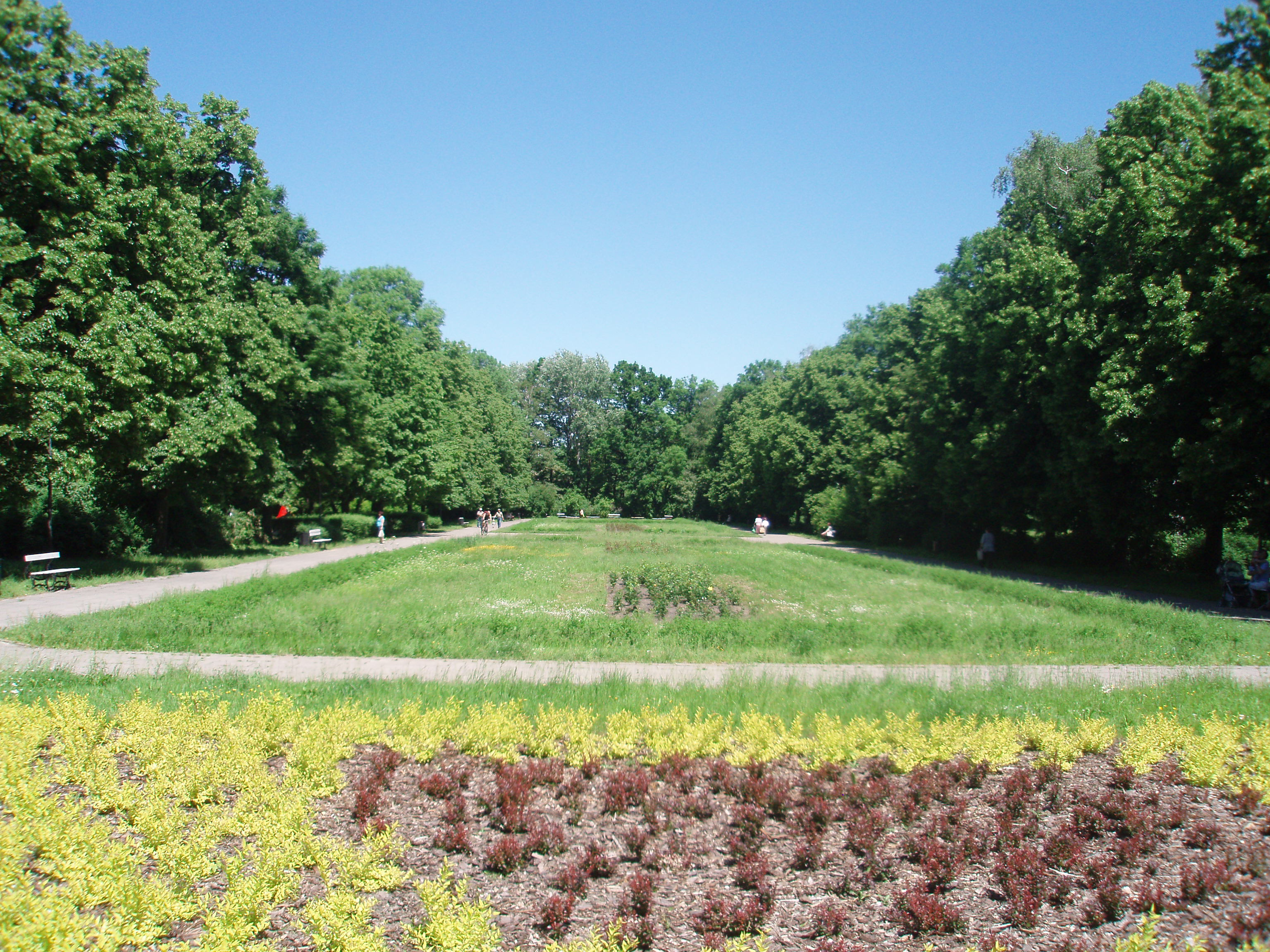
Park Legionów

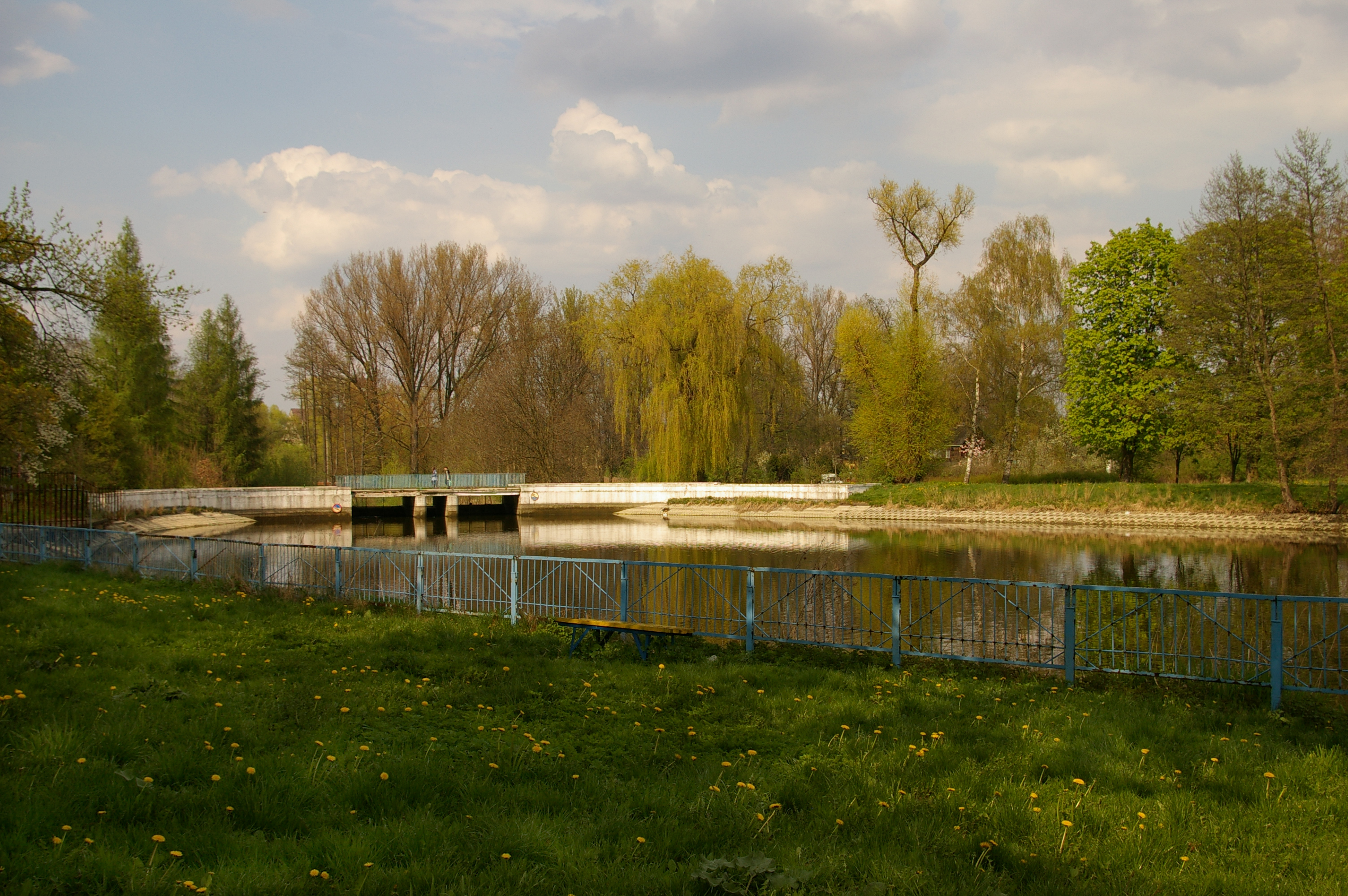
Park des 1. Mai

- Der Park Sielanka befindet sich zwischen den Straßen Pabianicka und Cieszkowskiego und hat eine Fläche von etwa 4,7 Hektar. Der Park besitzt zwei 1999 instandgesetzte Fischteiche, welche durch die Wasserleitungen der Stadt versorgt werden. Weiterhin befinden sich ein Spielplatz und ein kleiner Hügel, welcher im Winter zum Rodeln genutzt wird, im Park. Neben Tischtennis kann auf einem im Süden des Platzes gelegenen Sportplatz Fußball gespielt werden. Die Parkanlage bestand ursprünglich aus zwei Parks, dem Erholungs- und dem Palastpark Ferdinand Königs, welcher sie im 19. Jahrhundert anlegen ließ.
- Der Park Juliusz Słowacki hat eine annähernd dreieckige Form, die von den Straßen Politechniki, Pabianicka und  Cieszyńska gebildet wird und eine Fläche von 5,1 Hektar einschließt. Im Park befinden sich ein Kinderspielplatz, ein Basketballfeld und Tische für Tischtennis und Schach. Unweit des Parks fließt der Fluss Jasień, an dem sich eine Mühle befand, deren Besitzer, ein Herr Reich, Ende des 19. Jahrhunderts einen kleinen Park anlegte. Damals wurde der Fluss von zahlreichen Kanälen, welche vom Fluss gespeist wurden, durchzogen, weswegen er Venedig (Wenecja) genannt wurde. An diesen Namen erinnert noch heute eine Tafel am Nordeingang, auf welcher Park Wenecja im. J. Słowackiego steht. Bis 1933 war der Park privat und konnte nur gegen Eintritt betreten werden. Danach wurde ein Vertrag unterschrieben und die Stadt wurde vier Jahre später Eigentümer des Parks und gab ihm seinen heutigen Namen. Im Zweiten Weltkrieg wurde er in Zwergpark umbenannt. Kurz nach dem Krieg wurden alle Kanäle zugeschüttet und der Park hat heute keinerlei Wasserflächen mehr.
- Der Park Władysław Reymont wird von den Straßen Piotrkowska, Przybyszewskiego und Milionowa begrenzt und hat eine Fläche von etwa 6,3 Hektar. Er grenzt mit seinem Teich an die Weiße Fabrik, den heutigen Sitz des Textilmuseums. Errichtet wurde der Park im 19. Jahrhundert.
- Der Park Legionów ist recht verwinkelt an den Straßen Pabianicka, Doroty, Bednarska, Sanocka, Żółkiewskiego zu finden und hat eine Fläche von 12,4 Hektar. Ursprünglich war die Parkanlage in zwei Parks geteilt, im Norden der Park Hibnera und im Süden der Park ZUS. Seinen heutigen Namen erhielt der Park 1994. Im Park befinden sich ein Kinderheim sowie ein Kindergarten. Der ehemalige Palast wird heute vom Standesamt genutzt und seit 2005 befindet sich eine Sportanlage des Ośrodek Sportu i Rekreacji „Angelica“ (dt.: Zentrum für Sport und Erholung „Angelica“) hier. Weiterhin gibt es vier als Naturdenkmäler geschützte Stieleichen, die einen Umfang von bis zu 3,8 m aufweisen, und zwei Roteichen mit einem Umfang von 2,5 bzw. 2,95 m.
  - Erste Teile des Park Hibnera entstanden um 1888 am Palast des Fabrikanten Ernst Leonhardt. 1905 erwarb die Leonhardt, Woelker & Girbardt Aktiengesellschaft weiteres Land, das für die Anteilseigner vorgesehen war und von deutschen Gärtnern angelegt wurde. Während des Zweiten Weltkrieges wurde das Gelände von den Deutschen als Werkstatt genutzt. Nach dem Krieg wurde der Park, der in schlechtem Zustand war, neu angelegt und der Öffentlichkeit zugänglich gemacht.
  - Der Park ZUS wurde 1932 bis 1934 durch den bekannten Łódźer Architekten Stefan Rogowicz auf dem Wohngebiet der ZUS (Zakładu Ubezpieczeń Społecznych, dt. Sozialversicherungsanstalt) angelegt. Im Norden der Anlage befinden sich einige Kaukasische Flügelnüsse.
- Der Park Skrzywana liegt zwischen den Straßen Piękna, Rejtana, Felsztyńskiego und der Allee Politechniki und hat eine Fläche von etwa 7 Hektar. Offiziell ist er namenlos und ihm wird daher teilweise der Name der Straße Skrzywana gegeben, welche allerdings nicht direkt an ihn grenzt. Im Park finden sich ein Kinderspielplatz, ein Sportplatz sowie ein Rodelhügel. Das Gelände war ursprünglich ein evangelischer Friedhof, der Ende des 19. Jahrhunderts angelegt wurde. Ende der 1950er Jahre wurde er geschlossen und die noch verbliebenen Gräber 1980 in den Friedhof in der Sopockiej-Straße verlegt. 2002 wurden Pläne zur Anlage eines Parks an der Stelle des ehemaligen Friedhofes bekannt gegeben. Allerdings zog sich der Beginn der Arbeiten hin und erst Ende 2005 wurde die Parkanlage fertig gestellt.
- Der Park des 1. Mai (Park 1-go Maja) befindet sich zwischen den Straßen Patriotyczna und Głębinowa. Zu ihm gehört der See  Stefański, auf dem Ruder- oder Segelsport betrieben werden kann. Weiterhin ist der Park, abgesehen von Spaziergängen, auch für Reiter und Radfahrer offen. Regelmäßig finden hier auch Sportveranstaltungen statt.

Weitere Parks sind: Dąbrowski, Rudzka Góra, na Młynku (bei der Mühle), der Park an der Leczniczej-Straße sowie weitere kleine Grünanlagen.

## Parks im StadtteilBałuty

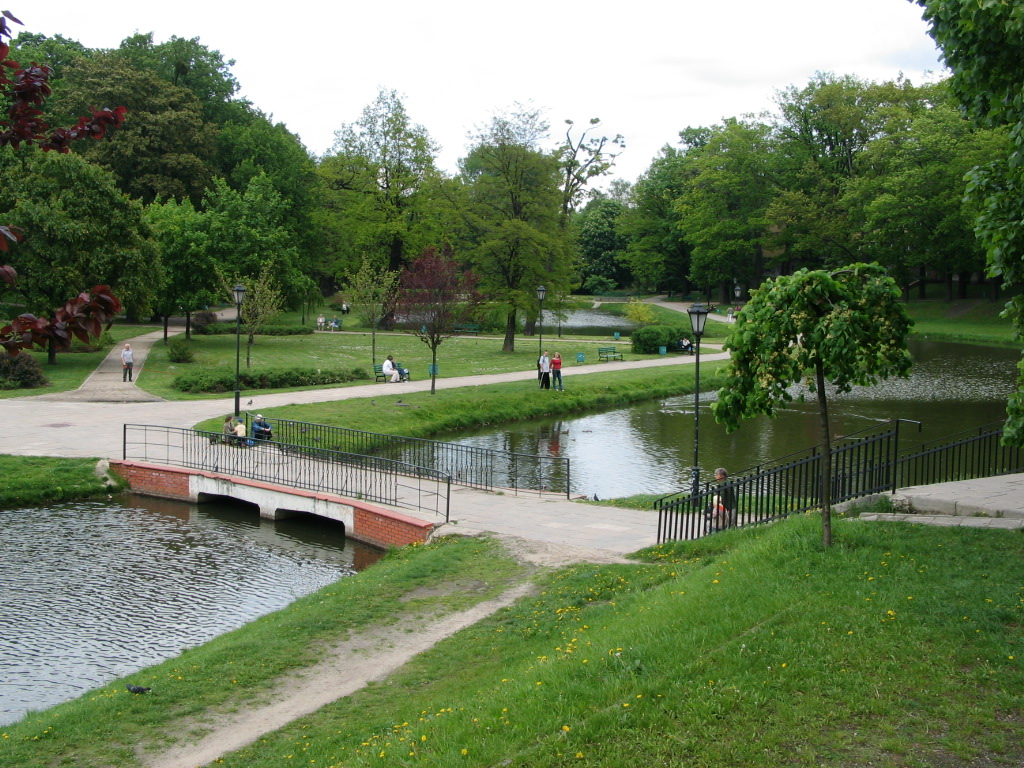
Park Helenów

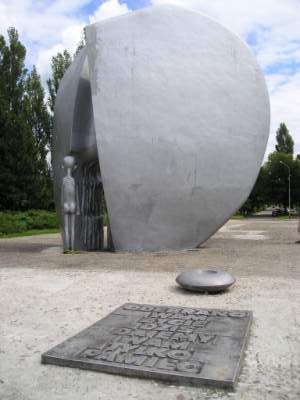
Denkmal des Martyriums der Kinder

- Der Park Helenów verfügt über eine Fläche von etwa 16,7 Hektar, hauptsächlich bewachsen von Laubbäumen wie Eichen, Linden, Ahorn und Kastanien. Vereinzelte Nadelbäume wie Kiefern und Lärchen finden sich allerdings auch auf dem Gelände. Angelegt wurde der Park Mitte des 19. Jahrhunderts, und Ende des Jahrhunderts wurde er auch der Öffentlichkeit zugänglich gemacht. 1946 wurde der Park verstaatlicht und in 19 Stycznia (19. Januar), den Tag des Einmarsches der Roten Armee in Łódź, umbenannt. 1995 bis 1999 wurde der Park umfangreich modernisiert, unter anderem wurden die Wege und das Gewässersystem verbessert, ein Spielplatz angelegt, und die Umzäunung wurde wieder instand gesetzt. 2000 wurde der Park etwas erweitert. Heute trägt der Park den Namen Helenów.
- Der Park Szarych Szeregów liegt zwischen den Straßen Głowackiego, Staszica, Plater, Górnicza, Marysińska und Boya-Żeleńskiego und hat eine Fläche von 15 Hektar. Er entstand auf einem Teil des früheren jüdischen Ghettos. Der Park wurde 1961–1946 angelegt und erhielt dabei den Namen Promieniści. Dafür wurden alte Gebäude abgerissen und das Gelände teilweise begradigt. Im Süden wurden ein Schwimmbad, ein Volleyball- und Federballplatz, ein Kindergarten und eine künstliche Eisbahn errichtet. In den Jahren 2004 bis 2005 wurde der Park erneuert. Unter anderem wurden die Alleen neu angelegt und der Platz vor dem Pomnik Pękniętego Serca wurde gepflastert und das Denkmal renoviert.
  - Im Park steht ein vernachlässigtes Denkmal zum Gedenken an die Widerstandsgruppe Promieniści, die während der Besetzung im Zweiten Weltkrieg gegen die Nationalsozialisten gekämpften hatten. Die nur noch schwer lesbare Inschrift lautet: hołdzie bohaterskim bojownikom łódzkiej organizacji młodzieżowej, w dwudziestą rocznicę walk z hitlerowskim okupantem, park ten zostaje nazwany imieniem Promienistych. Harcerze Chorągwi Łódzkiej 1963 r. (dt.: In Erinnerung an die heldenhaften Kämpfer der Łódźer Jugendgruppe in zwanzig Kämpfen mit den Besetzern Hitlers erhält der Park den Namen Promieniści. Die Łódźer Pfadfinder 1963).
  - Ein weiteres Denkmal ist das Pomnik Martyrologii Dzieci (Denkmal an das Martyrium der Kinder) auch Pomnik Pękniętego Serca (Denkmal des gebrochenen Herzens) genannt. Hier wird der über 500 ermordeten Kinder des Polen-Jugendverwahrlager Litzmannstadt gedacht. Der Grundstein wurde am 13. September 1969 gelegt und trägt die Inschrift Niech przekaże przyszłym pokoleniom nasze wspólne wołanie: nigdy więcej wojny, nigdy więcej obozów (Möge unser Ruf künftige Generationen ermahnen: Nie wieder Krieg, nie wieder Lager). Das eigentliche Denkmal wurde am 9. Mai 1971 errichtet und hat die Gestalt eines gebrochenen Herzens von etwa 8 Meter Höhe, in dessen Riss ein abgemagerter Junge steht. Auf einem Gedenkstein vor dem Herz steht Odebrano Wam życie, dziś dajemy Wam tylko pamięć (Euch wurde das Leben genommen, heute geben wir Euch nur die Erinnerung).
- Der Park im. Adama Mickiewicza liegt zwischen den Straßen Zgierska, Karłowicza, Palmowa und Jaworowa und hat eine Fläche von 46,5 Hektar. Der Park hat einen reichen Baumbestand, dessen älteste Bäume etwa 200 Jahre alt sind, 20 Bäume sind als Naturdenkmäler anerkannt. In unmittelbarer Nachbarschaft des Parks befindet sich eine Konzertbühne. Weiterhin finden sich im Park ein Fußballplatz sowie ein Rodelhügel. Höchstwahrscheinlich befand sich an der Stelle des Parks im Mittelalter eine hölzerne Burg, später war die dortige Siedlung eines der Güter eines Adligen. Zu Beginn des 19. Jahrhunderts wurde Stanisław Strzałkowski Besitzer des Geländes. Ende des 19. Jahrhunderts erwarb der Fabrikant Juliusz Heinzel das Grundstück und er war auch der Namensgeber für den ursprünglichen Namen des Parks Park Julianowski. 1890 ließ dieser einen imposanten Palast im Stil der Renaissance auf einer Anhöhe im südlichen Teil errichten. Bei späteren Umbauten wurden weitere Wege und Brücken angelegt sowie Springbrunnen errichtet. Auch wurden eine Reihe exotischer Bäume angepflanzt, die aber heute nicht mehr im Park zu finden sind. 1938 erwarb die Stadt Łódź den Palast, nachdem das Unternehmen schlecht lief und verkauft werden musste. Das Ziel war, dort ein Regionalmuseum anzulegen. Während des Zweiten Weltkrieges wurde der Palast schwer beschädigt und daher von den Nationalsozialisten abgerissen. Der Park erfuhr auch weitere starke Veränderungen. So wurden die Alleen neu verlegt und der Teich wurde teilweise aufgeschüttet. Nach dem Krieg wurden die Umzäunung des Parks entfernt sowie Sportanlagen im Nordosten angelegt. An einer Stelle ohne Baumwuchs wurde ein Übungsturm für Fallschirmspringer angelegt. Der Teich wurde umgestaltet und erhielt das Aussehen, das er in den 1850er Jahren besessen hatte, und der Park wurde insgesamt vergrößert.

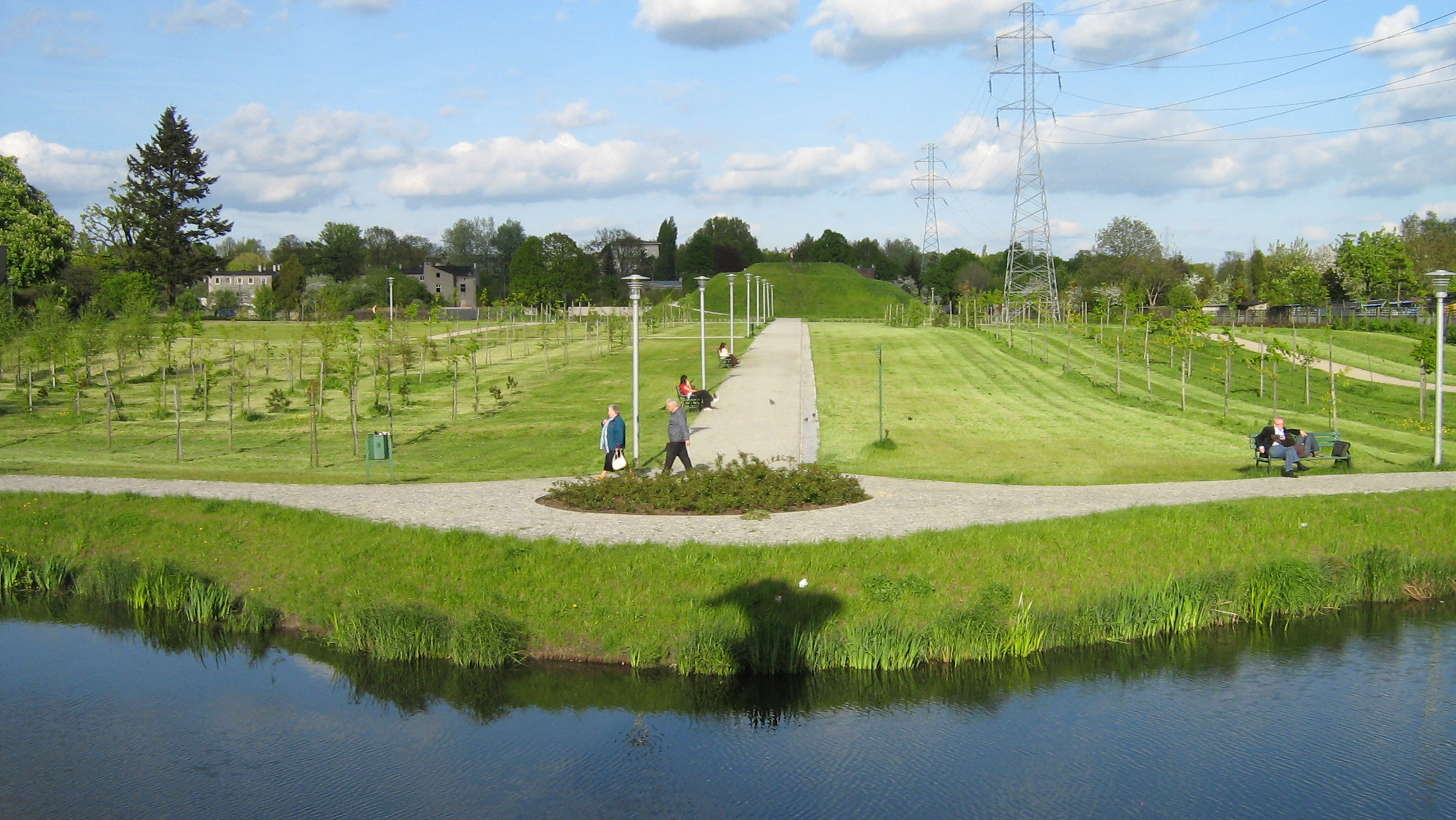
Park Ocalałych

- Der Park Ocalałych (Park der Überlebenden) befindet sich südlich der Straße Wojska Polskiego in unmittelbarer Nachbarschaft des ehemaligen Ghettos Litzmannstadt und hat eine Fläche von etwa 8,5 Hektar. Durch den Park fließt der sonst im Allgemeinen unterirdisch verlaufende Fluss Łódka. Die Parkanlage ist die jüngste der Stadt, sie wurde erst am 30. August 2004 während einer großen Gedenkveranstaltung zum 60. Jahrestag der Auflösung des Ghettos angelegt. Die Initiative dafür kam von Halina Elczewska, einer Überlebenden des Ghettos. Sie pflanzte auch den ersten „Erinnerungsbaum“ im Gedenken an das Durchlebte. Weitere 363 Bäume wurden von anderen Überlebenden gepflanzt. Die weiteren Arbeiten am Park sollten 2006 abgeschlossen werden.

Weitere Parks sind Struga Andrzeja, Staromiejski, Żeromskiego, Małogoskie Pole, Kielecki, Andresa, Piastowski, Hipotecznej und die Grünanlagen Olszynka Grochowska und bei der Straße Sucharskiego.

## Parks im StadtteilWidzew
- Der Park des 3. Mai (Park im. 3 Maja) liegt zwischen den Straßen Kopcińskiego, Małachowskiego, Niciarniana und wird im Süden von einer Bahnstrecke begrenzt. Auf seinen etwa 23,5 Hektar wachsen vor allem Eichen und Buchen. Gegründet wurde der Park 1915 auf dem Gebiet des von der Industrie noch übrig gelassenen Waldfläche und hatte damals etwa das Dreifache seiner heutigen Größe, unter anderem da während des Ersten Weltkrieges Bäume als Brennholz gefällt wurden. 1922 wurden ein Spiel- und ein Sportplatz eingerichtet und weitere sechs Jahre später wurde ein künstlicher Teich angelegt. 1955 wurde zahlreichen Bauten im Park durchgeführt, wobei etwa 100 große Eichen gefällt wurden.
- Der Park Rozrywkowy schließt sich direkt im östlichen Teil des Parks des 3. Mai an, liegt zwischen den Straßen Konstytucyjna welche die zwei Parks trennt, Niciarniana, Małachowskiego und wird im Süden von Bahngleisen begrenzt. Seine Gesamtfläche beträgt 18,7 Hektar auch welcher sich ein Kinderspielplatz, Tischtennisplatten sowie ein Basketballplatz befinden. Der Park wurde erst 1970 angelegt und zählt damit zu den jüngsten der Stadt.

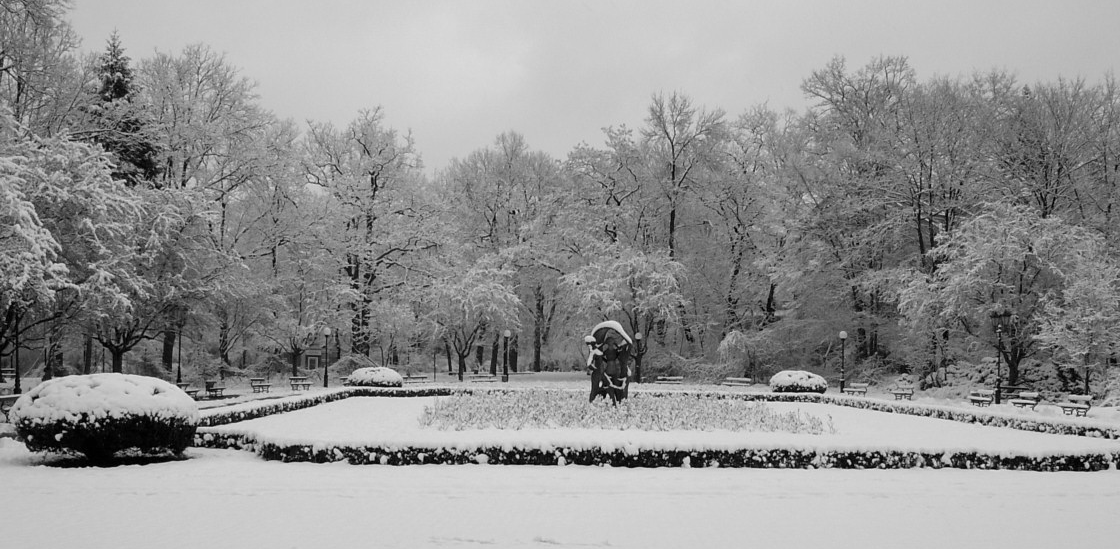
Park Źródliska in Łódź

- Der Park Źródliska besteht aus zwei Parks, welche einfach nummeriert sind in I für den östlichen mit 10,6 Hektar und II für den südlichen mit 6,6 Hektar und sind die ältesten Parks Łódźs. Sie liegen zwischen den Straßen Piłsudskiego, Przędzalniana, Fabryczna und Targowa. Im Südwesten des Parks befinden sich drei Seen und im größten befindet sich eine kleine Insel. Weiterhin gibt es kleine Häuschen sowie ein Palmenhaus. Die zwei Parks wurden 1840 als Ogród Spacerowy (Sparziergarten) angelegt und war eher ein Wald als eine systematisch angelegte Parkanlage. Vor allem wuchsen hier Erlen, Buchen, Eichen, Linden sowie Fichten. Das Problem des Parks war, dass er wie die gesamte Gegend der Stadt sehr sumpfig war. Es gab zwei Hauptspazierwege, welche sich im Zentrum des Parks trafen. Noch Ende der 1840er Jahre wurde Bänke im Park aufgestellt, Brücken errichtet, zwei kleine Lauben gebaut sowie Gärtner mit der Betreuung des Parks beauftragt. Etwa ein Jahrzehnt später wurde der Park in einen West und einen Ostteil getrennt und der westliche Teil wurde von Scheibler erworben. Ende der 1860er Jahre fehlte der Stadtkasse für die Pflege des verbliebenen östlichen, in Kwela oder Quelle umbenannte Teil und verpachtete ihn daher. Der nördliche Teil wurde danach bis 1905 als Schießstand eines Schützenvereins von 1813 genutzt. Ab Ende der 1880er Jahre wurde Scheibler Pächter des verbliebenen Parkteils. Dort errichtete er eine Bühne, auf welcher zu Festen das Orchester seiner Fabrik spielte. 1892 fand im Park die erste Ausstellung statt, zu deren Anlass 20 Pavillons hergerichtet wurde, die Wege verbreitert, einige Bäume sowie Sträucher entfernt wurden. 1906 erlosch der Pachtvertrag Scheiblers für den Parkteil und der Park wurde durch die Stadt umzäunt, ein Haus für die Parkarbeiter wurde errichtet und der inzwischen nicht mehr genutzte Schießstand wurde entfernt. In den 1920er Jahren wurde der Park nach dem Konzept von E. Ciszkiewicza komplett umgebaut und erhielt das Aussehen, welches er auch heute noch größtenteils trägt. Es wurden neue Wege und Teiche angelegt, ein kleiner botanischer Garten sowie ein Spielplatz errichtet und eine neue Umzäunung angelegt. Während des Zweiten Weltkrieges wurde die Umzäunung des Parks entfernt und Teile des Baumbestandes entfernt. Im ehemaligen Palast Scheibler am Rande des Parks befindet sich seit 1986 das Museum für Kinematografie.
- Der Park nad Jasieniem (Park am Jasień) liegt zwischen den Straßen  Rydza-Śmigłego, Zbiorcza und Tymienieckiego und hat eine Fläche von 13,0 Hektar. Im Süden des Parks fließt, unterirdisch der namensgebende Fluss Jasień welcher auch den Teich speist. Trotz der Anlage von einem Spielplatz und Pflegearbeiten am Park ist er sehr hell und weitläufig, er wird daher von den Anwohnern als pole (Feld) bezeichnet und macht einen „wilden“ Eindruck. So gibt es keine befestigten Alleen, sondern stattdessen nur ausgetretene Pfade. Das Gelände erhielt die Stadt 1823 vom Bischof und verpachtete es in den folgenden Jahren. In der Zeit der wirtschaftlichen Blüte Łódźs waren hier bzw. am angrenzenden Fluss Jasień vier Mühlen in Betrieb; Księży Młyn, Lamus, Araszt sowie Wójtowski. 1870 kam das Gelände an den Fabrikanten Scheibler, welcher bereits 1/6 der Stadt besaß, welcher darauf einen Gutshof errichtet ließ. Erst 1964 wurde ein Park auf der inzwischen ungenutzten Fläche angelegt. In dieser Zeit wurde auch die Siedlung Zbiorcza angelegt, wodurch der Park damals den Namen Park przy Zbiorczej (Park neben Zbiorczej) trug.

Weitere Parks sind Widzewski, Podolski, Kilińskiego, General Zaruskiego (früher Krasickiego oder Na Stokach), Górka Widzewska sowie der Park an der Straße Zapolskiej.

## Verweise